# Roggenstein (Vohenstrauß)
Roggenstein ist ein Pfarrdorf in der Oberpfalz. Die ehemalige Gemeinde ist ein Gemeindeteil von Vohenstrauß im Landkreis Neustadt an der Waldnaab.

## Geografie
Roggenstein liegt im Naturpark Nördlicher Oberpfälzer Wald im Tal der Luhe. Der Ort liegt an der Kreisstraße NEW 23, die B 22 führt westlich in viereinhalb Kilometer Entfernung vorbei.

## Geschichte

### Besiedlung
Entlang der Wasserläufe Pfreimd und Luhe zeugen viele slawische Ortsnamen wie Döllnitz, Köttlitz, Söllitz, Gleiritsch, Burgtreswitz, Altentreswitz, Kaimling und Zeißau von einer frühen Besiedlung der Gegend. „Rackendorf“, das heutige Roggenstein, war Sitz von Vasallen der Grafen von Sulzbach. Sie sind um 1150 belegt, als ein „Adalbert de Rakindorf“ (Roggenstein) erwähnt wurde. Der Ort Roggenstein lag an der alten Handelsstraße, die von Sulzbach über Luhe, entlang des gleichnamigen Flusses, nach Michldorf, Kaimling, Roggenstein, Waldau und von da über Georgenberg nach Tachau führte.

### Name Roggenstein
In älteren Quellen tauchen immer wieder die Namen „Rackendorf“, „Rakindorf“, „Rakendorf“ und andere Schreibweisen auf. Um 1403 oder 1404 erwarb Niklas von Stein zu Trebsau die Burg. Seit dieser Zeit heißt der Ort, der bis zu diesem Zeitpunkt Rackendorf genannt wurde, in den Urkunden Roggenstein.

### Hofmark Roggenstein
Roggenstein ist spätestens ab dem Jahre 1150 belegt, als ein „Adalbert de Rakindorf“ (Roggenstein) bei einer Schenkung dreier Brüder an das Kloster Reichenbach erwähnt wird. 1260 wird ein Fridericus de Rakendorf erwähnt, 1311 nennt eine Urkunde einen Fridericus Rokendorfer. „Nach einer Quelle aus dem 16. Jahrhundert hatte Heinrich der Treswitzer (Dreßwitzer) und sein Sohn Marsch 1341 die Burg Rackendorf König Johann von Böhmen zum Lehen aufgetragen. Roggenstein war Sitz einer Höhenburg (Spornburg). Von der Burgruine sind heute nur wenige Reste erhalten. Burg bzw. Schloss Roggenstein war bis zum Beginn des 19. Jahrhunderts böhmisches Lehen“. 1343 ist Hartwich Draswitzer von Rakkendorf nachgewiesen. Der vordere Sitz des Bauwerks, das alte Haus, war mit dem Hammer Roggenstein im Besitz der Landgrafen von Leuchtenberg. Die Wasserkraft der Luhe, die an Roggenstein vorbeifließt, nutzen eine Vielzahl von Mühlen und Schleifen wie die Luhmühle, Binnermühle, Oberschleif, Zieglhütte, Hammer und Unterschleif. Außerdem führte eine alte Handelsstraße die Luhe entlang. Die Mühle unter dem Haus hatte am Ende des 14. Jahrhunderts Marsch Dreswiczer von Leuchtenberg zum Lehen und die Mühle zu der Holzmühle bewirtschaftete Frenclin Pleysteiner. 1403 oder 1404 erwarb Niklas von Stein zu Trebsau die Burg. Seit dieser Zeit heißt der Ort, der bis zu diesem Zeitpunkt Rackendorf genannt wurde, Roggenstein. Im Jahre 1543 kaufte Thomas von Reitzenstein das Lehen Roggenstein. 1557 folgte Sigmund Nankenreuther zu Schretz, 1579 Joachim von Kindsberg zu Werdenberg und 1584 die Giech. 1626 hat Martha von Giech das Landsassengut inne, 1659 nennen die Urkunden einen Druckmiller und seit den Jahren 1748/49 die Freiherrn von Eberts.

### Kirche und Kapelle in Roggenstein
Hier befindet sich die seit 1350 bezeugte Pfarrei Roggenstein mit der Kirche St. Erhard.
Zudem gibt es eine Kapelle auf dem Steinbühl, die zu Ehre Gottes erbaut wurde. Diese wurde von Georg Fiedler aufgrund eines Gelübdes errichtet. Sein Sohn sollte heil aus dem Ersten Weltkrieg zurückkehren. 1925 wurde die Kapelle unter Mithilfe der Roggensteiner Bürger errichtet. Ein Kapuzinerpater weihte die Kapelle im Rahmen eines Missionsfestes. Am letzten Sonntag im Mai findet von der Pfarrkirche in Roggenstein zu der Kapelle eine Lichterprozession mit anschließender Maiandacht statt. Die Kapelle wurde von ihrem neuen Besitzer, Hans Ram aus Irchenrieth, renoviert.

## Steuerdistrikt und Gemeindebildung
Das Königreich Bayern wurde 1808 in 15 Kreise eingeteilt. Diese Kreise wurden nach französischem Vorbild nach Flüssen benannt (Naabkreis, Regenkreis, Unterdonaukreis usw.). Die Kreise gliederten sich in Landgerichtsbezirke. Die Bezirke wiederum sollten in einzelne Gemeindegebiete eingeteilt werden. 1808 wurde das Landgericht Vohenstrauß in 47 Steuerdistrikte eingeteilt. Einer davon war der Distrikt Roggenstein mit den Dörfern Lämersdorf, Roggenstein, Trauschendorf und den Einöden Abdeckerei und Hammerhäusl (Hammer). 1821 entstand die eigenständige Gemeinde Roggenstein mit Schleif. 1938 wurde die gut 115 Hektar große Gemeinde Lämersdorf nach Roggenstein eingegliedert. Folgende Orte, Weiler und Einöden gehörten zur Gemeinde Roggenstein: Roggenstein, Binnermühle, Hammer, Lämersdorf, Luhmühle, Oberschleif, Unterschleif und Zieglhütte. Mit Wirkung vom 1. Januar 1972 erfolgte die Auflösung der Gemeinde Roggenstein. Sie wurde in die Stadt Vohenstrauß eingegliedert.

## Sehenswürdigkeiten
- Schlösschen vom Anfang des 19. Jahrhunderts, Walmdachbau
- Ehemalige Feste, sogenanntes Altes Schloss, mittelalterlich, Mauerreste und Keller
- Ehemaliges Bräuhaus, 1720, im Kern älter, zweiflügeliger Krüppelwalmdachbau; Taubenkobel, um 1900
- Katholische Pfarrkirche St. Erhard, 1911, neubarocker Bau von Heinrich Hauberrisser[14]

## Bildergalerie

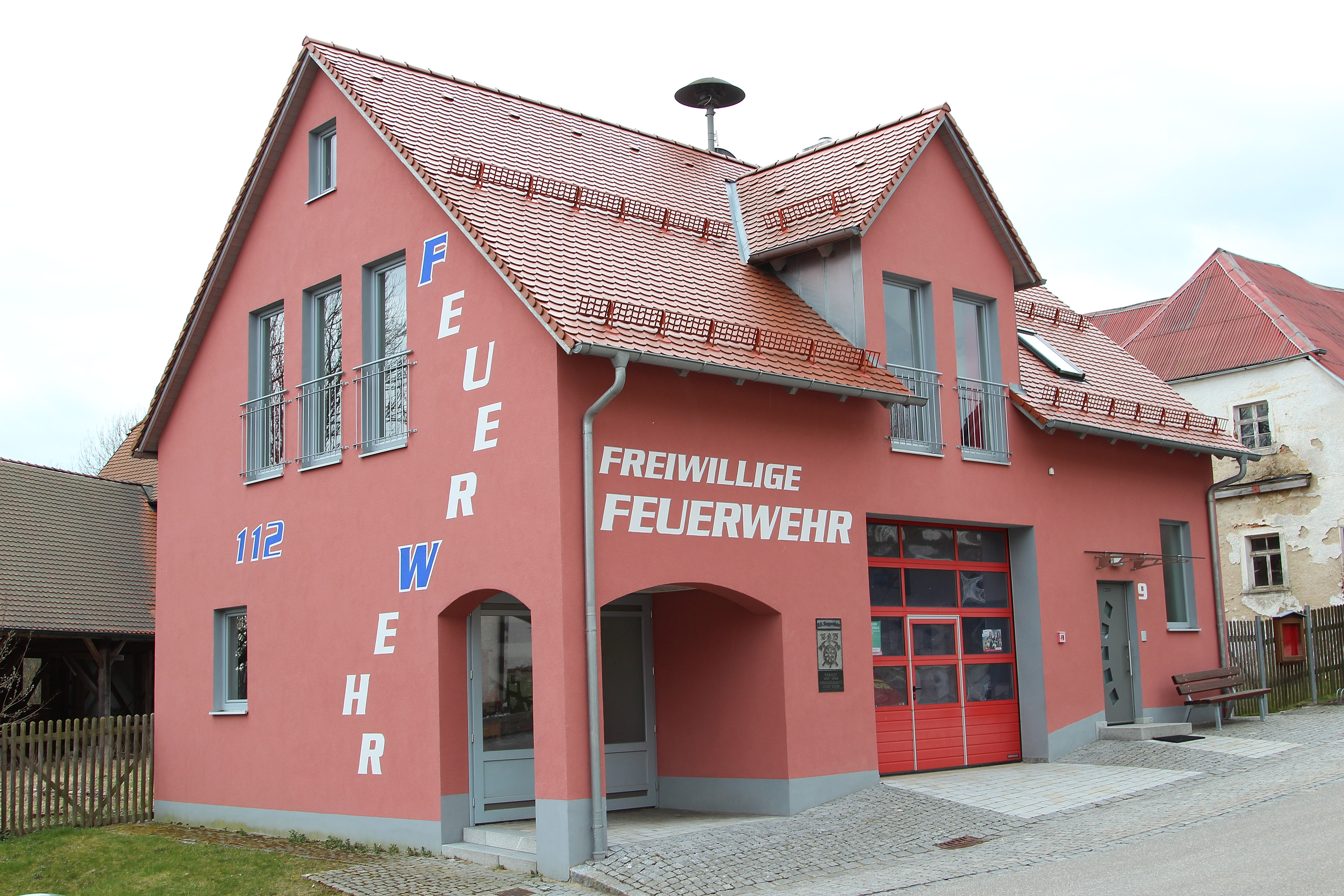
Feuerwehrhaus (2016)
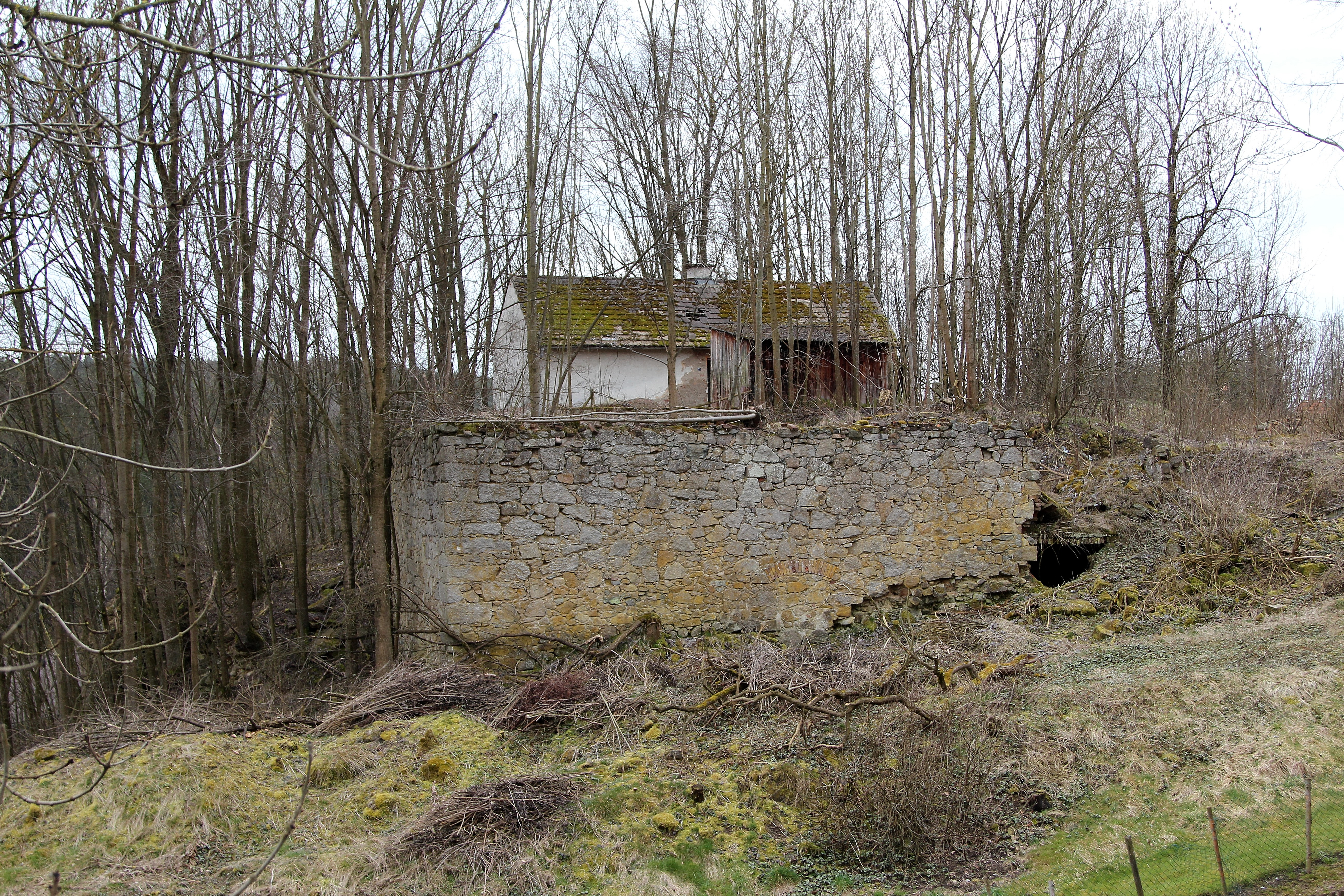
Reste der Burganlage (2016)
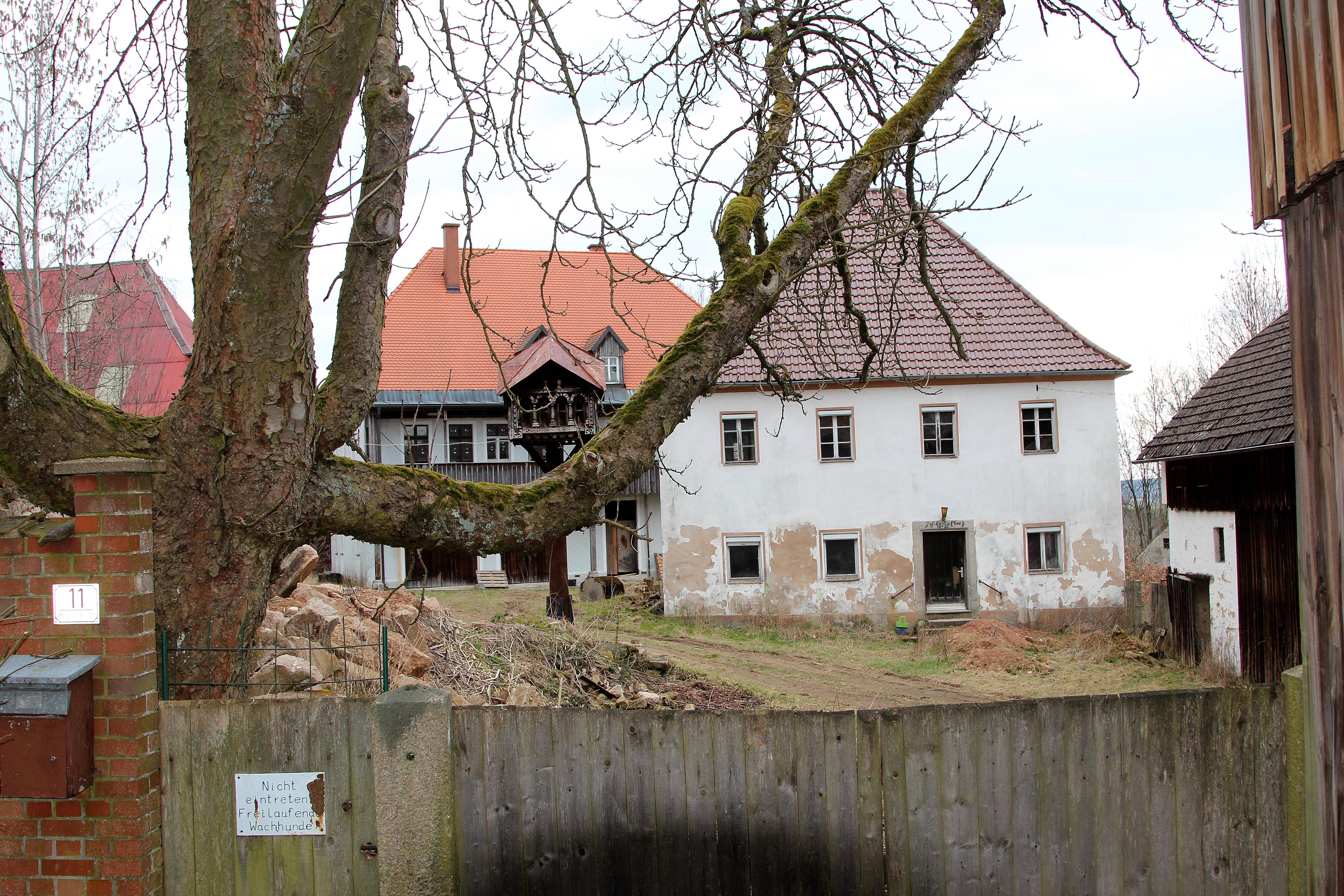
Altes Schloss (2016)
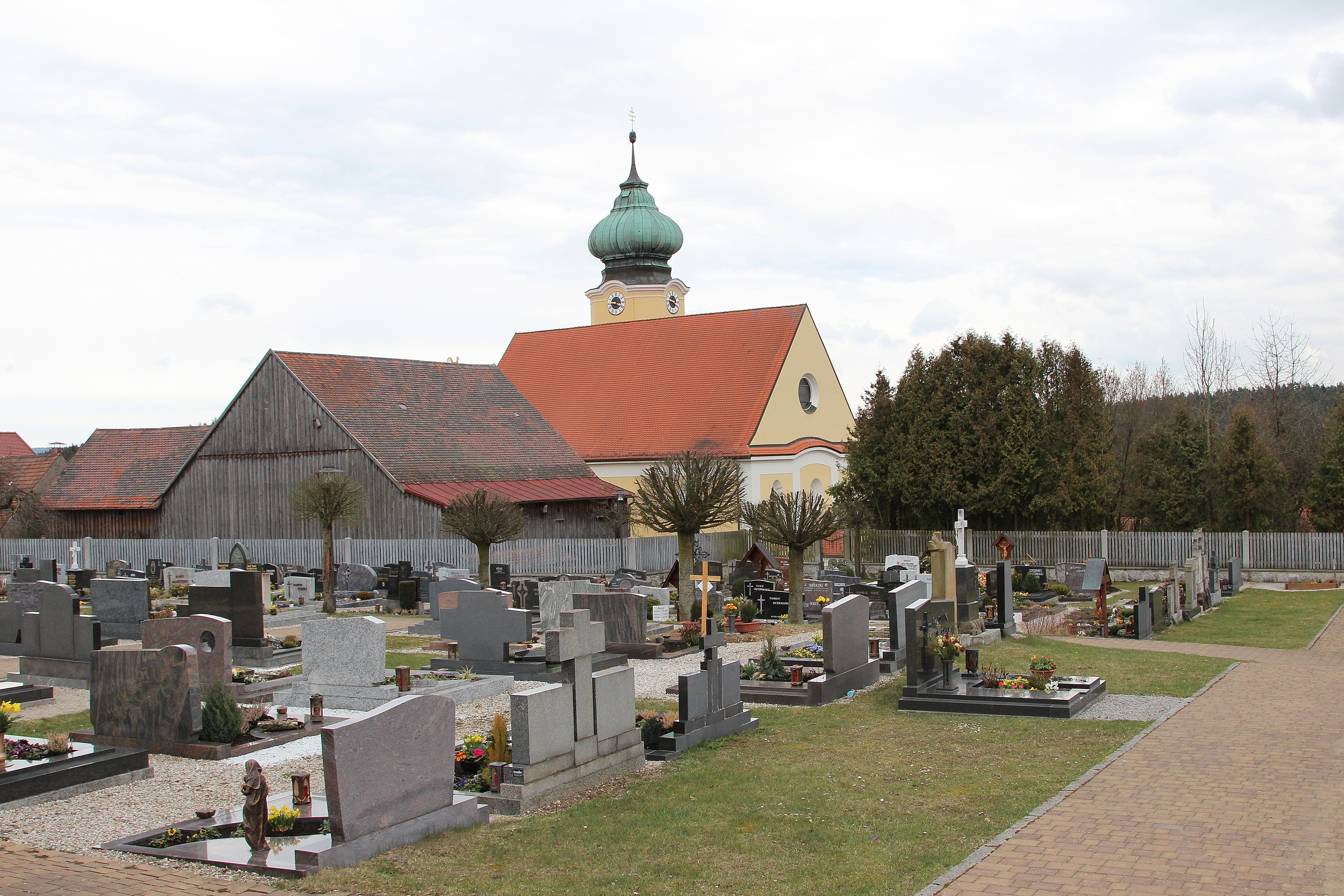
St. Erhard (2016)